# Regles del Futbol
Les Regles del Futbol (Laws of the Game, en anglès) són les regles oficials, a nivell de la FIFA, que regeixen el futbol a tot el món. Els canvis associats a les aquestes regles estan a càrrec de la International Football Association Board, la qual està conformada per la FIFA i les quatre associacions de futbol del Regne Unit. Les regles esmenten el nombre de jugadors que ha de tenir un equip, la durada de l'enfrontament, la mida del camp i la pilota, el tipus i la naturalesa de les faltes que els àrbitres poden xiular, la llei del fora de joc, mal interpretat amb freqüència, i moltes altres regles o lleis que defineixen l'esport. Durant un partit, és la tasca de l'àrbitre d'interpretar i fer complir aquestes regles.
Hi va haver diversos intents de codificar les regles del futbol a Anglaterra al segle xix. Les lleis existents es remunten a 1863, on un conjunt de regles va ser adoptat formalment per l'Associació Anglesa de Futbol de nova formació. Les lleis originals estaven molt influenciades per les regles de Cambridge i el seu desenvolupament primerenc va ser venir substancialment influït per les regles de Sheffield. Amb el temps les lleis s'han modificat, i des de 1886 s'han mantingut per l'International Football Association Board.

## Regles actuals
Les regles del futbol actuals consisteixen en disset regles o lleis, cadascuna de les quals compta amb diversos reglaments i normatives:

### Regla 1: El terreny de joc

Mides del terreny de joc.

El terreny de joc ha de ser de gespa natural o artificial, encara que aquesta opció pot dependre del reglament de la competició. El terreny tindrà forma rectangular, la seva llargada serà d'entre 90 i 120 m (de 100 a 110 m per a partits internacionals) i la seva amplada d'entre 45 i 90 m (de 64 a 75 m per a partits internacionals). Tot el perímetre del terreny estarà senyalitzat mitjançant línies de 12 cm d'amplada com a màxim: les dues línies més llargues es denominen línies de banda, mentre que les dues més curtes seran les línies de fons. El camp es divideix en dues meitats mitjançant una línia paral·lela i equidistant a les línies de fons. Aquesta és la línia del mig camp. El punt mig d'aquesta línia és el centre del camp. Al seu voltant hi ha una circumferència de radi igual a 9,15 m. Des d'aquest punt es realitza el servei inicial del partit i també els que es fan després de cada gol. A cada intersecció entre les línies de fons i de banda (4 en total) es col·locarà una banderola no punxegut d'almenys 1,5 m d'alçada. Opcionalment, es poden posar banderoles exteriors al terreny a 1 m de distància de la intersecció entre les línies de banda i la línia del mig del camp. Prenent com a centre cadascuna de les interseccions, s'haurà de marcar una semicircumferència de radi 1 m que vagi des de la línia de banda fins a la línia de fons, per l'interior del terreny. Aquesta àrea rep el nom d'àrea de cantonada. Opcionalment es poden fer unes petites marques sobre les línies de fons a 9,15 m de cada banderola; això és per marcar la distància més propera a la qual un jugador pot col·locar-se en realitzar-se un servei de cantonada.

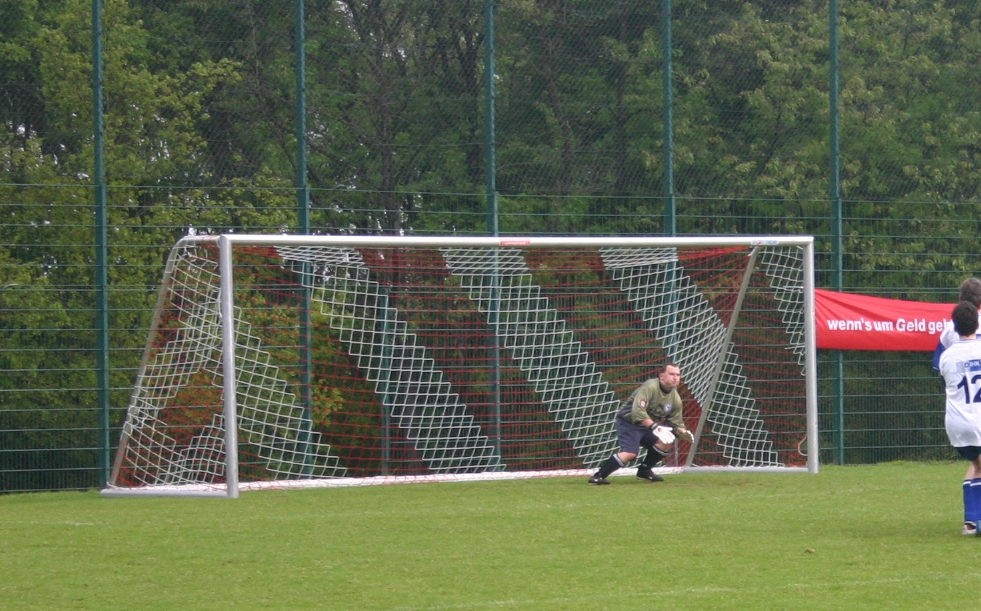
La porteria.

Sobre les línies de fons es col·locaran dos pals verticals, ambdós equidistants de les banderoles, i units per un pal horitzontal (travesser). La distància entre la part interior dels pals verticals serà de 7,32 m, i la distància entre la part inferior del travesser i el terra de 2,44 m. Els pals han de tenir la mateixa amplada que la de la línia de fons, i ser de color blanc. Aquesta construcció serà anomenada porteria, i posseeix una xarxa que la cobreix, però haurà d'estar entre la línia de fons i la part exterior del terreny. Els pals poden ser de forma quadrada, rectangular, rodona o el·líptica, i poden estar fets de fusta, metall o un altre material aprovat.
A la zona de les porteries es traçaran les àrees de porteria. Es tracen dues línies perpendiculars a la línia de porteria, situades a 5,5 m de la part interior de cada pal vertical de la porteria. Aquestes línies s'endinsaran 5,5 m en el terreny de joc i s'uniran amb una línia paral·lela a la línia de porteria. L'àrea delimitada per aquestes línies i la línia de porteria serà l'àrea de porteria.
L'anomenada àrea penal es traça igual que l'àrea de porteria, però amb línies de 16,5 m. Dins d'aquesta àrea, es marcarà el punt penal. Aquest punt estarà ubicat a 11 m de la línia de meta i equidistant dels pals de la meta. A l'exterior de l'àrea de penal es marcarà un segment de circumferència amb centre en el punt de penal i un radi igual a 9,15 m.

### Regla 2: La pilota

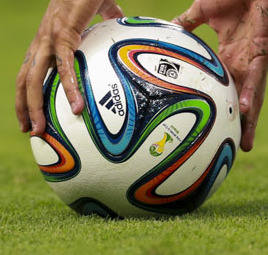
La pilota oficial de la Copa del Món de Futbol de 2014, anomenada Adidas Brazuca per votació popular, feta de sis blocs de poliuretà units tèrmicament.

La pilota ha de complir els següents requisits:
- Ha de ser esfèrica.
- Ha de tenir una circumferència entre 68 i 70 cm.
- Ha de ser de cuir o qualsevol altre material adequat.
- Ha de pesar entre 410 i 450 gr abans de començar el partit.
- Ha de tenir una pressió d'entre 0,6 i 1,1 atmosferes al nivell del mar.
- Ha de conservar la seva mida i la seva forma durant el partit.
- Ha de tenir unes propietats de rebot uniforme.
- Ha de tenir una mínima absorció d'aigua.

Per als partits a nivell de FIFA, totes les pilotes han de tenir una de les següents marques:
- El logotip FIFA APPROVED
- El logotip FIFA INSPECTED
- La referència INTERNATIONAL MATCHBALL STANDARD

La llista d'aquestes especificacions addicionals, característiques de cadascuna de les categories, haurà de ser aprovada per la IFAB. Els organismes que duen a terme els controls de qualitat seran seleccionats per la FIFA.
Durant els partits, no es pot agafar la pilota amb les mans, a excepció del porter o en els serveis de banda.

### Regla 3: Els jugadors
Cada un dels dos equips que disputen un partit podrà tenir un màxim d'11 jugadors dins el terreny de joc, dels quals un jugarà com a porter, i no menys de 7 per equip. Si s'arriba a aquest nombre de jugadors, s'acabarà el partit, donant com a guanyador a l'equip contrari, amb un marcador de 3 a 0, encara que aquest últim nombre pot variar segons la competició.
En competicions oficials cada equip podrà fer fins a 3 canvis en un mateix partit i un més si s'arribés a temps extres, i es podran tenir a la banqueta de 3 a 7 suplents, depenent del reglament de la competició.
Per realitzar una substitució entre un futbolista titular i un suplent s'haurà d'informar a l'àrbitre. El suplent o substitut no podrà ingressar al camp de joc fins que el jugador reemplaçat hagi abandonat per complet el camp de joc. La substitució es realitzarà sobre la línia de banda i sobre la meitat del camp durant una interrupció del partit. El jugador sortint no podrà tornar a ingressar al partit.
En qualsevol moment del partit, fins i tot en un llançament des del punt de penal, un jugador de camp podrà canviar de posició amb el porter, sempre que l'àrbitre hagi estat informat sobre aquesta acció, i aquesta es realitzi durant una interrupció. Si alguna d'aquestes dues condicions no es compleixen, els dos jugadors seran amonestats.
Si hi ha un expulsat abans del començament del partit, podrà ser reemplaçat per un suplent. Si un suplent és expulsat abans del partit, no podrà jugar, ni ser reemplaçat.

### Regla 4: L'equipament dels jugadors

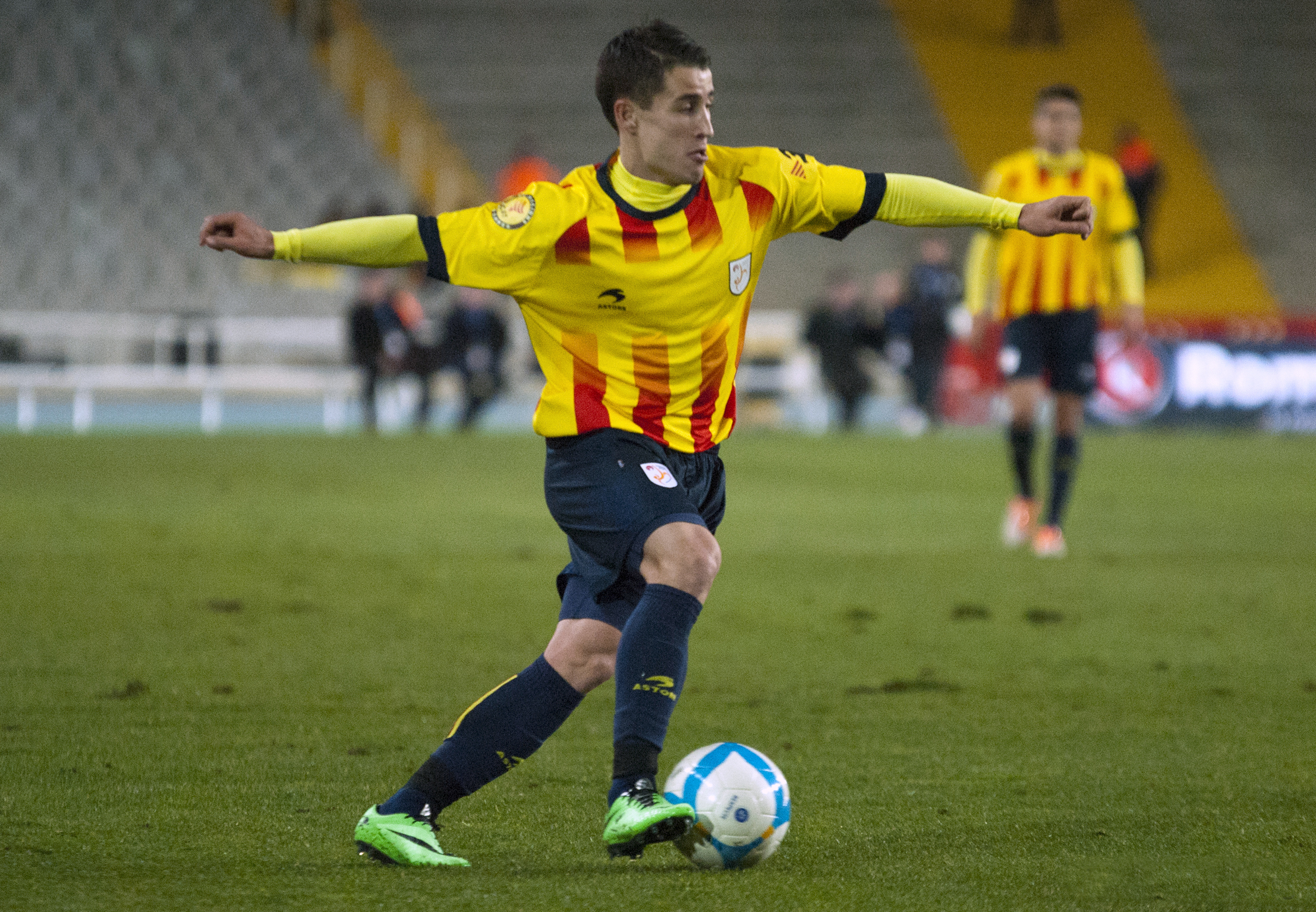
Bojan Krkic, amb la samarreta de la selecció catalana de futbol el 2013.

Per qüestions de seguretat, els jugadors no podran portar elements que puguin resultar perillosos com ara polseres, collarets, anells, etc. Per a ells mateixos i per als altres. Tot tipus de joieria està prohibit durant un partit, fins i tot si les peces estan cobertes per algun tipus de cinta adhesiva. La vestimenta no ha de tenir taques de sang. Certs protectors de cap, genoll o lents de material tou estan permesos per no ser considerats perillosos.
Cada jugador haurà de tenir la següent indumentària:
- samarreta llarga o curta,
- canyelleres que resisteixin qualsevol tipus de cop,
- botes,
- short o pantaló curt,
- mitges llargues.

Les samarretes dels dos equips i les dels dos porters han de tenir diferències de colors per evitar la confusió dels jugadors i els àrbitres. El capità de cada equip haurà de tenir un braçalet en un dels seus braços per diferenciar-lo dels altres jugadors.
Abans de l'inici de cada partit, els àrbitres hauran de verificar que els jugadors compleixin amb el reglament d'equipament. Si durant el desenvolupament del partit, l'àrbitre nota algun incompliment de les regles, esperarà a una interrupció del joc per indicar al jugador que es retiri del terreny de joc. Quan el jugador hagi fet els canvis requerits, l'àrbitre verificarà els canvis durant una interrupció, i si estan dins del permès deixarà tornar al jugador al terreny de joc.

### Regla 5: L'àrbitre

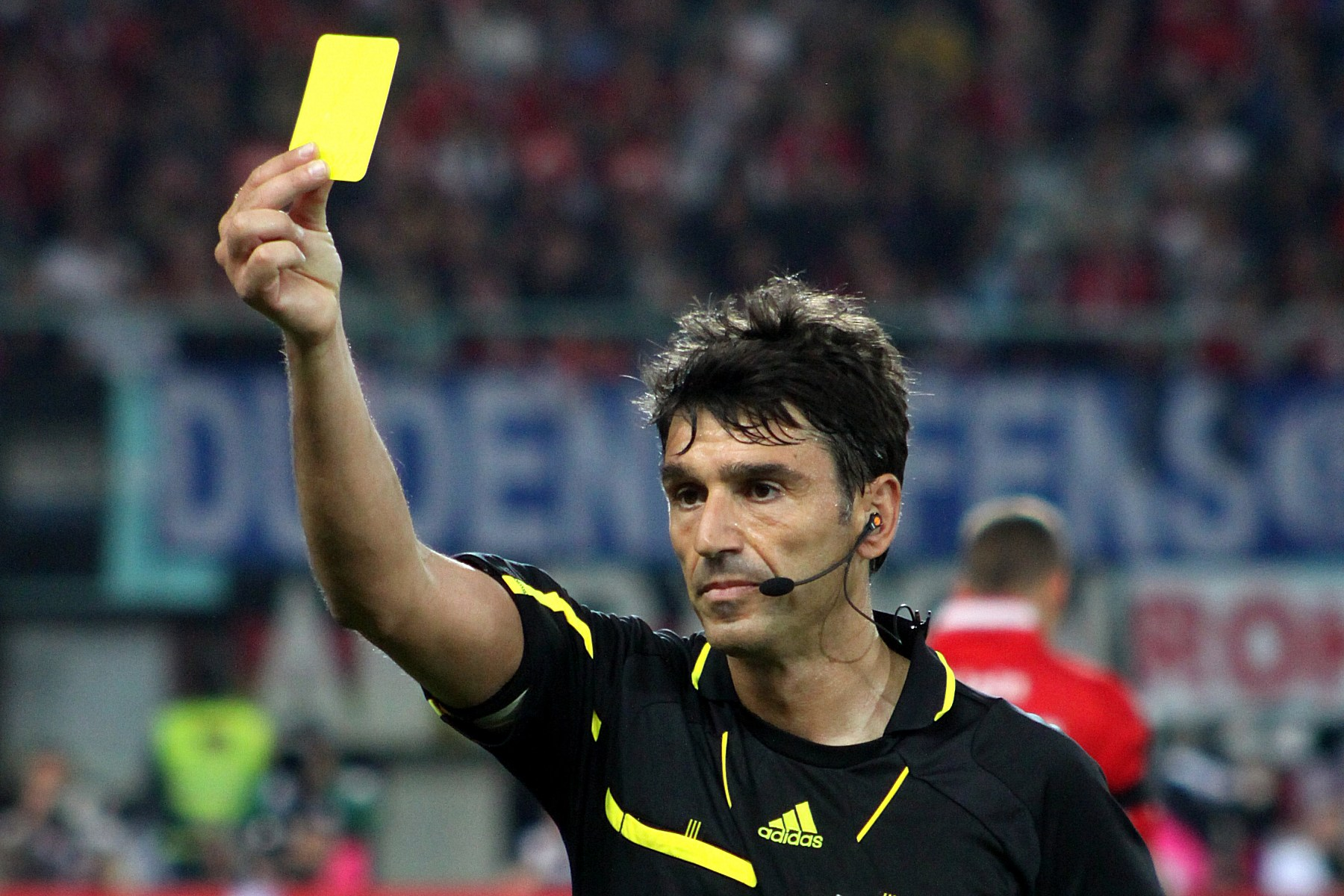
Massimo Busacca, àrbitre suís de futbol, mostra una targeta groga a un jugador durant un partit

L'àrbitre principal és la màxima autoritat del joc. L'àrbitre és qui tindrà l'autoritat total per fer complir les regles de joc en el partit per al qual ha estat nomenat. Totes les decisions de l'àrbitre són definitives. Només ell pot modificar una decisió, sempre que no hagi reprès el joc o el partit hagi finalitzat.
A part de controlar que es respectin les altres regles, l'àrbitre ha de cronometrar i prendre nota dels incidents del partit, interrompre, suspendre o finalitzar el partit en cas de ser necessari, expulsar qualsevol funcionari o persona externa del terreny de joc, i fins i tot fora de l'estadi.
Interromprà el joc si considera que un jugador pateix una lesió greu, i podrà continuar el joc si al seu parer la lesió és lleu. En aquest últim cas, quan el joc s'interrompi per un altre motiu permetrà l'ingrés d'assistents per tractar el jugador lesionat. Aquest jugador haurà d'abandonar el terreny de joc després de ser atès i només hi podrà tornar amb l'autorització de l'àrbitre. Podrà fer-ho per qualsevol part del camp amb la pilota parada o per la línia de banda amb la pilota en joc sempre que no influeixi en l'esdeveniment en curs. En aquest cas hi ha les següents excepcions:
- Un porter lesionat no haurà d'abandonar el camp.
- Un jugador que xoca contra un porter no haurà d'abandonar el camp.
- Dos jugadors del mateix equip que xoquin entre ells no hauran d'abandonar el camp.
- Si un equip està amb el nombre mínim de jugadors, un jugador lesionat d'aquest equip no haurà d'abandonar el camp.

L'àrbitre s'ha d'assegurar que tot jugador que pateixi una hemorràgia abandoni el camp de joc. Aquest jugador podrà reingressar en una interrupció, després d'una verificació de l'àrbitre.
Mostrarà targeta groga o vermella a tot jugador que cometi una infracció mereixedora de càstig. En cas que un jugador cometi més d'una infracció alhora, l'àrbitre castigarà la més greu.
Permetrà que el joc continuï si l'equip contra el qual s'ha comès una infracció manté la possessió de la pilota i aconsegueix major avantatge respecte al contrari, i sancionarà la infracció comesa inicialment si l'avantatge previst no es compleix en aquest moment. A aquesta acció se la coneix popularment com a llei de l'avantatge.
En cas que una infracció succeeixi fora del seu camp visual, actuarà d'acord amb les indicacions dels seus àrbitres assistents.
Quan un jugador suplent intervé en el joc sense autorització de l'àrbitre, aquest serà amonestat amb una targeta groga, si el jugador suplent intervé de manera que salva un gol, l'àrbitre haurà d'expulsar aquest jugador i haurà de xiular tir lliure indirecte on el jugador suplent hagi interferit amb la pilota.
Acabat l'enfrontament entre els dos equips emetrà un informe amb els detalls del partit a les autoritats competents.

### Regla 6: Els àrbitres assistents

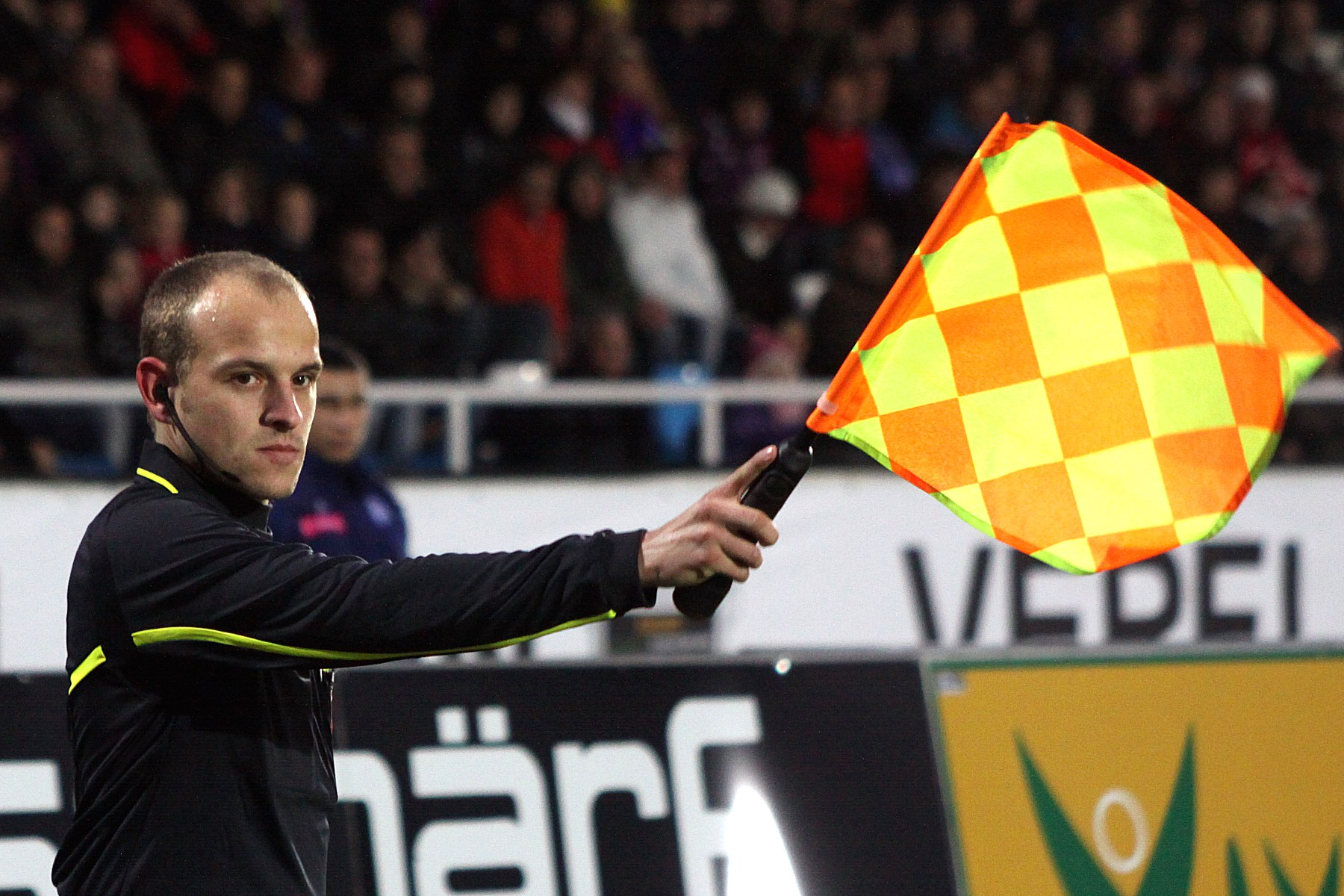
Un àrbitre assistent assenyalant un fora de joc.

A més de l'àrbitre principal, hi ha àrbitres assistents, que són els encarregats d'ajudar l'àrbitre a prendre decisions particulars per la seva ubicació al camp. Els assistents tenen la missió d'indicar les següents situacions, decisió que podrà ser acceptada o no per l'àrbitre principal:
- La pilota ha traspassat els límits del terreny de joc.
- A quin equip correspon realitzar un servei de córner, de porteria o de banda.
- Posició de fora de joc.
- Substitució de jugadors.
- Infraccions o incidents fora del camp visual de l'àrbitre principal.
- Infraccions o incidents propers a l'assistent.
- Si el porter s'avança en un penal, o la pilota no supera completament la línia de gol.

Els assistents es poden moure al llarg d'una de les meitats de les línies de banda, però poden ingressar al camp si fos necessari, per exemple per marcar la distància de la barrera en un tir lliure.
Si un assistent es comporta de forma inadequada, pot ser expulsat per l'àrbitre principal. El partit es donaria per suspès si no hi ha un reemplaçament per a l'assistent expulsat.
A més, depenent de la competició, poden haver-hi 1 o 2 assistents extra anomenats quart i cinquè àrbitre. Aquests s'encarreguen de tasques externes al camp de joc, per exemple de realitzar les substitucions i indicar el temps afegit. Actualment i després de la recent modificació de les regles de joc per part de la FIFA per a la temporada 2010/2011, el quart àrbitre també podrà col·laborar amb l'àrbitre a l'hora de dirigir el joc, però aquest últim serà el que s'encarregui de prendre les decisions finals.

### Regla 7: La durada del partit
Cada partit es juga en dos períodes de 45 minuts cadascun, llevat que per mutu acord entre l'àrbitre i els dos equips participants es convingui una altra cosa. Els canvis de durada de cada període s'han de prendre abans de l'inici del partit i conforme al reglament de la competició. Entre tots dos períodes es realitzarà un descans de 15 minuts.
Un cop complert el temps afegit l'àrbitre podrà, segons el seu criteri, afegir més temps per recuperar el temps perdut. Els motius per conformar aquest temps afegit són els següents:
- Substitucions.
- Avaluació d'una lesió per part de l'àrbitre.
- Transport dels jugadors fora del terreny de joc.
- Qualsevol altre motiu de pèrdua de temps.

En cas que s'hagi de xutar o tornar a xutar un penal amb el temps extra ja complert, es perllongarà el temps fins que s'efectuï el penal. Es considera efectuat quan és gol, la pilota surt fora del camp, quan el porter atura el penal o quan la pilota toca qualsevol part de la porteria.
Un cop acabat el temps reglamentari (en general, 90 minuts), inclòs el temps afegit, pot ser necessari disputar una pròrroga o temps extra, depenent del reglament de la competició. Aquesta pròrroga consta de dos períodes de 15 minuts, però es pot veure culminada si es converteix un gol d'or o gol de plata, si aquests estan permesos per la competició. També depenent del reglament de la competició es pot executar una tanda de penals després del temps reglamentari (primer temps extra i després tir de penals).

### Regla 8: L'inici i el restabliment del partit
Previ al començament del partit, els capitans de tots dos equips es reuneixen amb l'àrbitre principal al centre del camp. Un d'ells tria una de les dues cares d'una moneda que serà llançada per l'àrbitre. El jugador que encerti la cara de la moneda haurà de triar camp, és a dir, cap a quina porteria atacarà el seu equip a la primera part, mentre que l'altre iniciarà el partit traient primer des del centre del camp. L'equip contrari a l'equip que treu ha de romandre fora del cercle central fins al moment del servei inicial. Actualment, és possible marcar un gol directament des del servei inicial (antigament era necessari que almenys dos jugadors de l'equip que inicia el joc toquessin la pilota abans no es pogués marcar un gol).
A la segona part, tots dos equips canvien de camp i inicia el segon temps l'equip que hagi perdut en el llançament de la moneda a l'aire previ al partit.
En algunes situacions del partit, per exemple quan s'atura el joc per retirar del camp un jugador lesionat, cal fer un servei neutral (l'àrbitre llança la pilota entre dos jugadors dels equips rivals de manera que tinguin les mateixes possibilitats d'aconseguir-ne el control). El servei neutral és una forma per reprendre el joc després d'una interrupció temporal necessària.
Si els jugadors de l'equip adversari tarden molt a reprendre el joc, l'àrbitre els mostrarà targeta groga. Quan el servei sigui de porteria, el temps de tolerància és de 8 segons.

### Regla 9: La pilota dins i fora de joc

Si la línia blanca és la línia entre els pals de la porteria, l'únic cas en què serà gol serà D.

La pilota es considera fora de joc (no s'ha de confondre amb la regla del fora de joc) quan ha traspassat completament els límits del terreny de joc o l'àrbitre ha interromput el joc. Cal destacar que les línies del terreny de joc formen part de la superfície del camp, i no es consideren com a exteriors. En traspassar els límits del terreny de joc, ja sigui per aire o per terra, la pilota es considera fora de joc.
La pilota es considera dins del joc en qualsevol altra circumstància, fins i tot quan rebota a un dels àrbitres (si són dins del terreny de joc), als pals, al travesser o a les banderoles de córner i roman dins del terreny de joc.

### Regla 10: El gol i el resultat del partit
Es marca un gol quan la pilota creua completament l'aresta interna de la línia de fons entre els pals verticals i per sota del travesser de la porteria, sempre que l'equip que anota no hagi infringit les regles del joc prèviament. Si un equip marca més gols que l'altre, serà el guanyador del partit. Si tots dos marquen la mateixa quantitat de gols, el partit acabarà en empat. En aquest cas, depenent de la competició, es pot estendre el partit amb una pròrroga o temps extra. Aquesta pròrroga consta de dos períodes de 15 minuts, però es pot veure culminada si es converteix un gol d'or o gol de plata, si aquests estan permesos per la competició. També depenent del reglament de la competició es pot executar una tanda de penals després del temps reglamentari (primer temps extra i després tir de penals).

### Regla 11: El fora de joc

El davanter blau de l'esquerra està en posició de fora de joc ja que està per davant del penúltim defensor (marcat per la línia de punts) i de la pilota, però per marcar la infracció ha d'estar participant activament en la jugada.

La regla de fora de joc no constitueix una infracció en si, i, per tant, cap jugador podrà rebre una targeta de l'àrbitre en infringir aquesta regla.
Un jugador està en posició de fora de joc si, quan un company li fa una passada, es troba:
- més a prop de la línia de fons contrària que la pilota;
- més a prop de la línia de fons contrària que el penúltim adversari.

Aquestes regles no s'apliquen si el jugador:
- es troba en la seva pròpia meitat del camp;
- si la passada rebuda prové d'un servei de porteria o de banda.

Estar en posició de fora de joc no és suficient per cometre la infracció. A part d'això, el jugador en posició de fora de joc haurà d'estar intervenint en el joc, ja sigui interferint el joc d'un adversari o guanyant avantatge d'aquesta situació, perquè l'àrbitre castigui la infracció. Si xiula la infracció, l'àrbitre marcarà un tir lliure indirecte contra l'equip defensor des del lloc on estava el jugador inhabilitat de l'equip atacant.

### Regla 12: Les faltes i infraccions

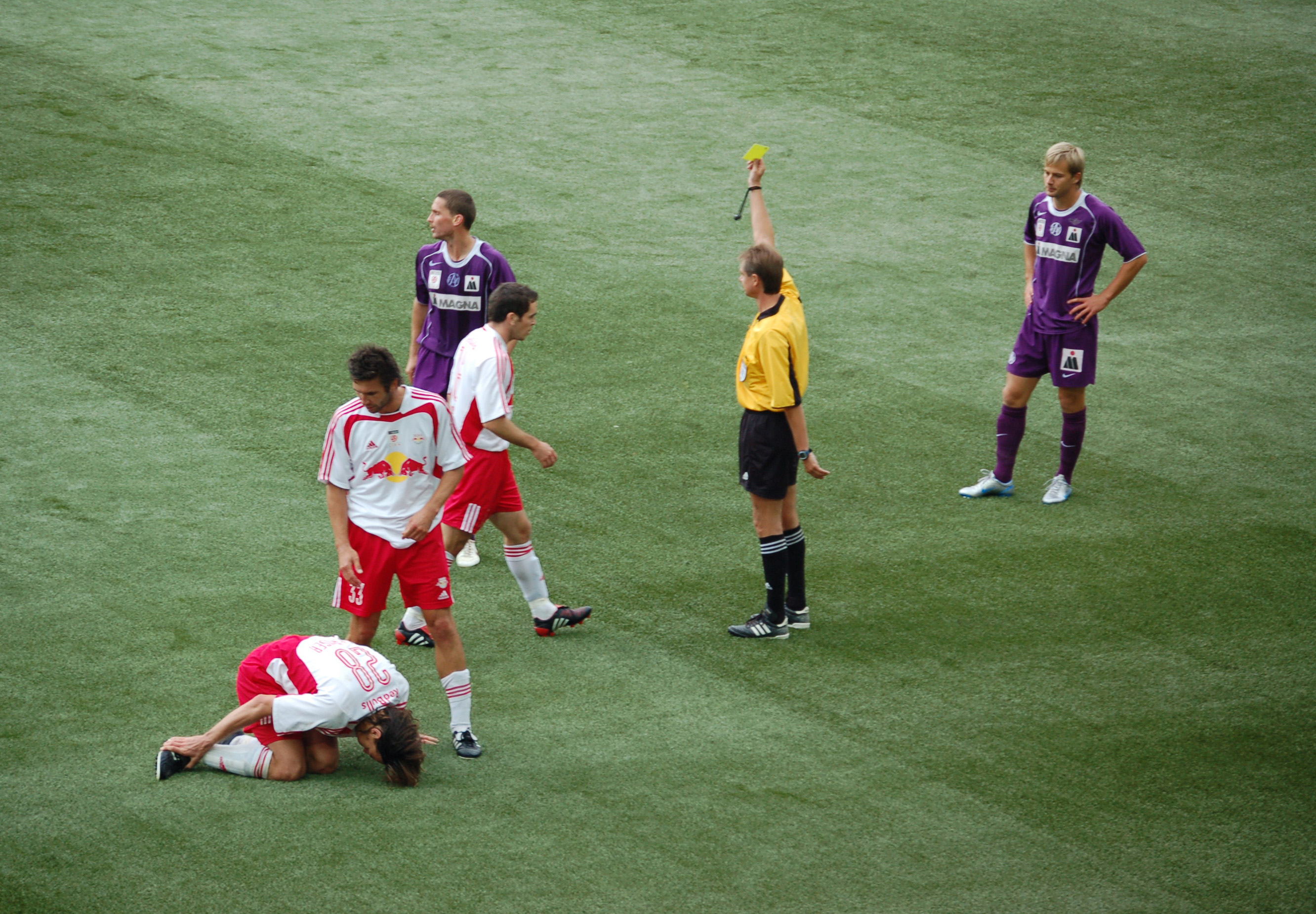
En alguns casos les faltes són mereixedores d'amonestacions.

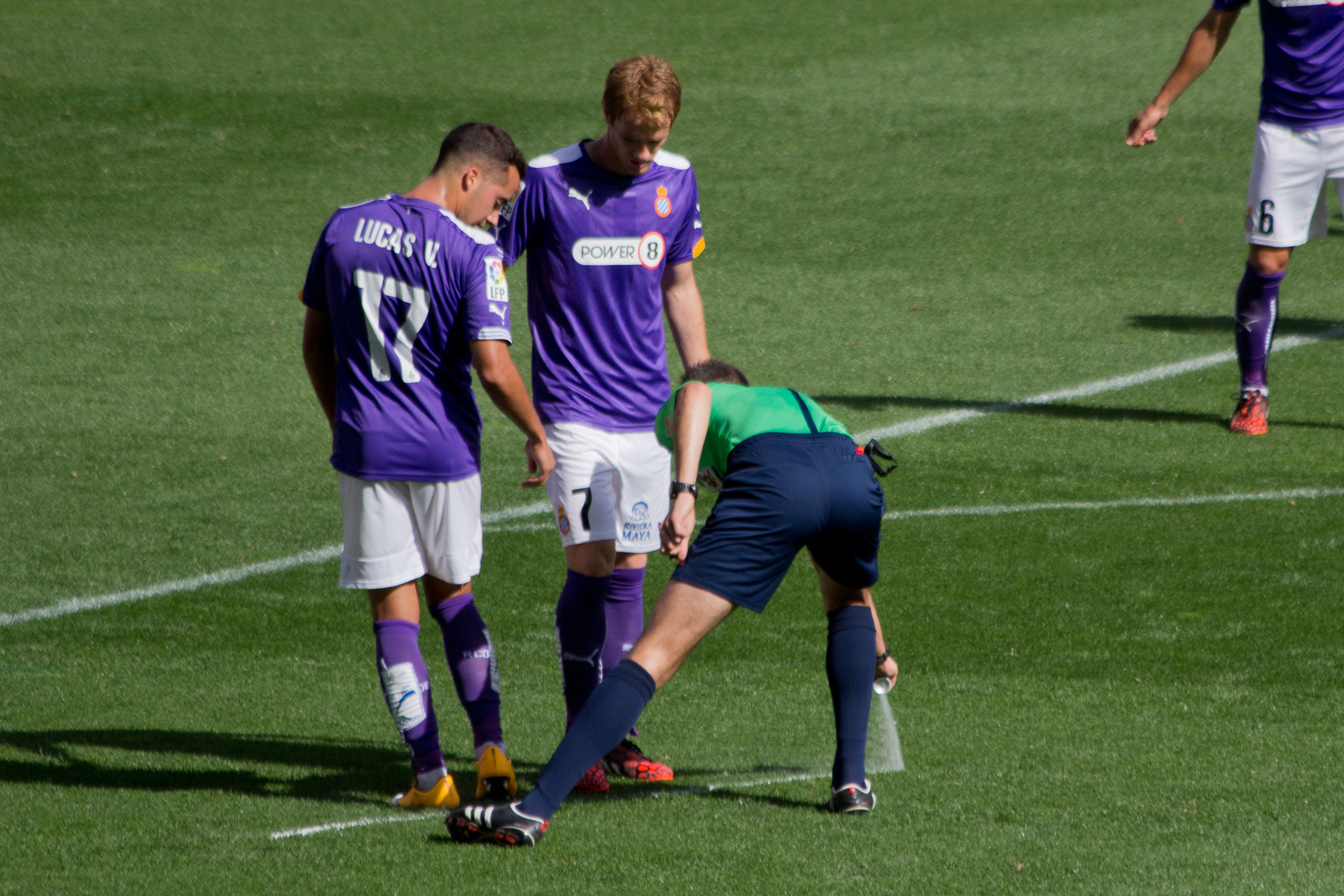
L'ús d'esprai per marcar la distància de la barrera es va popularitzar a partir de la Copa del Món de Futbol de 2014.

L'àrbitre podrà mostrar targetes grogues i vermelles de ser necessari.

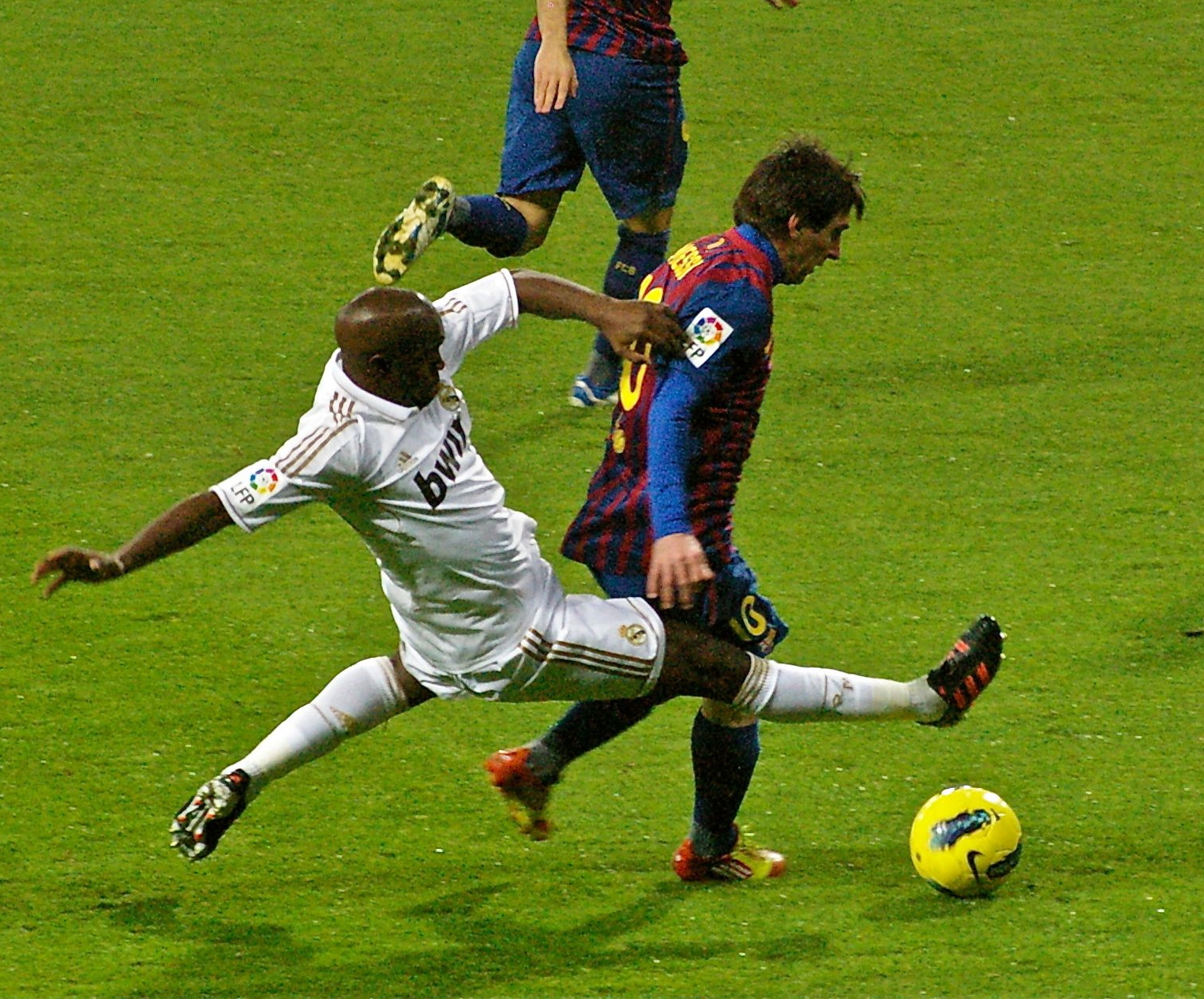
Leo Messi rebent una falta de Lass Diarra per darrere.

L'àrbitre concedirà un tir lliure o un penal a l'equip rival del jugador que cometi una de les següents infraccions, que l'àrbitre consideri imprudents, temeràries o amb l'ús d'una força excessiva:
- Donar o intentar donar una puntada de peu a un adversari.
- Posar o intentar fer una traveta a un adversari.
- Saltar sobre un adversari.
- Carregar contra un adversari.
- Colpejar o intentar colpejar a un adversari.
- Empènyer un adversari.

També se sancionaran amb tir lliure o penal les següents accions:
- Subjectar un adversari.
- Escopir a un adversari.
- Mossegar un adversari.
- Tocar la pilota deliberadament amb les mans, considerant mans des dels dits fins a l'espatlla o final de l'extremitat (s'exceptua el porter dins de la seva pròpia àrea).

El tir lliure s'executarà des del lloc on ocorre la infracció. Si ocorre dins de l'àrea de càstig del jugador que comet la infracció se sancionarà amb penal sempre que en el moment de cometre la infracció la pilota estigui en joc.
A més s'assenyalarà un tir lliure indirecte per al rival si un jugador comet segons el parer de l'àrbitre alguna de les següents faltes:
- Juga de forma perillosa.
- Obstaculitza l'avançament d'un adversari.
- Impedeix que el porter pugui treure la pilota amb les mans.
- Comet qualsevol altra infracció que no hagi estat anteriorment esmentada en la regla 12 i per la qual el joc hagi de ser interromput per amonestar-lo expulsar-lo.

També es marcarà un tir lliure indirecte a favor del rival si el porter comet una de les següents infraccions:
- Trigar més de sis segons en posar la pilota en joc després d'haver-la controlada amb les mans.
- Tornar a tocar la pilota amb les mans després d'haver-la posada en joc i sense que qualsevol altre jugador l'hagi tocada.
- Tocar la pilota amb les mans després que un jugador del seu equip l'hi hagi passada amb el peu (cessió al porter).
- Toca la pilota amb les mans després d'haver-la rebuda directament d'un servei de banda executat per un company (cessió al porter).

El tir lliure indirecte en tots aquests supòsits s'executarà des del lloc on va ocorre la infracció.
L'àrbitre podrà mostrar targetes grogues i vermelles de ser necessari.
Prèviament, durant, i ja finalitzat el partit, l'àrbitre podrà amonestar (mostrar targeta groga) o expulsar (targeta vermella) qualsevol jugador, substitut, jugadors substituïts o membres del cos tècnic (directors tècnics i assistents) que figurin a les llistes de tots dos equips pel partit.
Un jugador que es trobi dins del terreny de joc durant el desenvolupament del partit podrà ser amonestat si comet una de les següents infraccions:
- Ser culpable de conducta antiesportiva.
- Desaprovar amb paraules o accions.
- Infringir persistentment les regles de joc.
- Retardar la represa del joc.
- No respectar la distància reglamentària en un servei de cantonada, tir lliure o servei de banda.
- Sortir i tornar a entrar al terreny de joc sense el permís de l'àrbitre.

Si el jugador en qüestió és un substitut o un jugador substituït, podrà ser amonestat si comet alguna de les següents infraccions:
- Ser culpable de conducta antiesportiva.
- Desaprovar amb paraules o accions.
- Retardar la represa del joc.

Un jugador (titular, substitut o substituït) podrà ser expulsat si comet alguna de les següents infraccions:
- Ser culpable de joc brusc greu.
- Ser culpable de conducta violenta.
- Escopir a un adversari o a qualsevol altra persona.
- Impedir amb mà intencionada un gol o malmetre una oportunitat manifesta de gol (això no val per al porter dins de la seva pròpia àrea).
- Malmetre l'oportunitat manifesta de gol d'un adversari que es dirigeix cap a la porteria del jugador mitjançant una infracció sancionable amb tir lliure o penal.
- Emprar llenguatge o gesticular de manera ofensiva, grollera, obscena o insultant.
- Rebre una segona amonestació en el mateix partit.

El significat de «conducta antiesportiva» ha estat tema de discussió al llarg de la història de l'esport. Tractar d'enganyar l'àrbitre perquè aquest prengui una decisió errònia es considera conducta antiesportiva, i el jugador que ho faci haurà de ser amonestat.

### Regla 13: Els tirs lliures

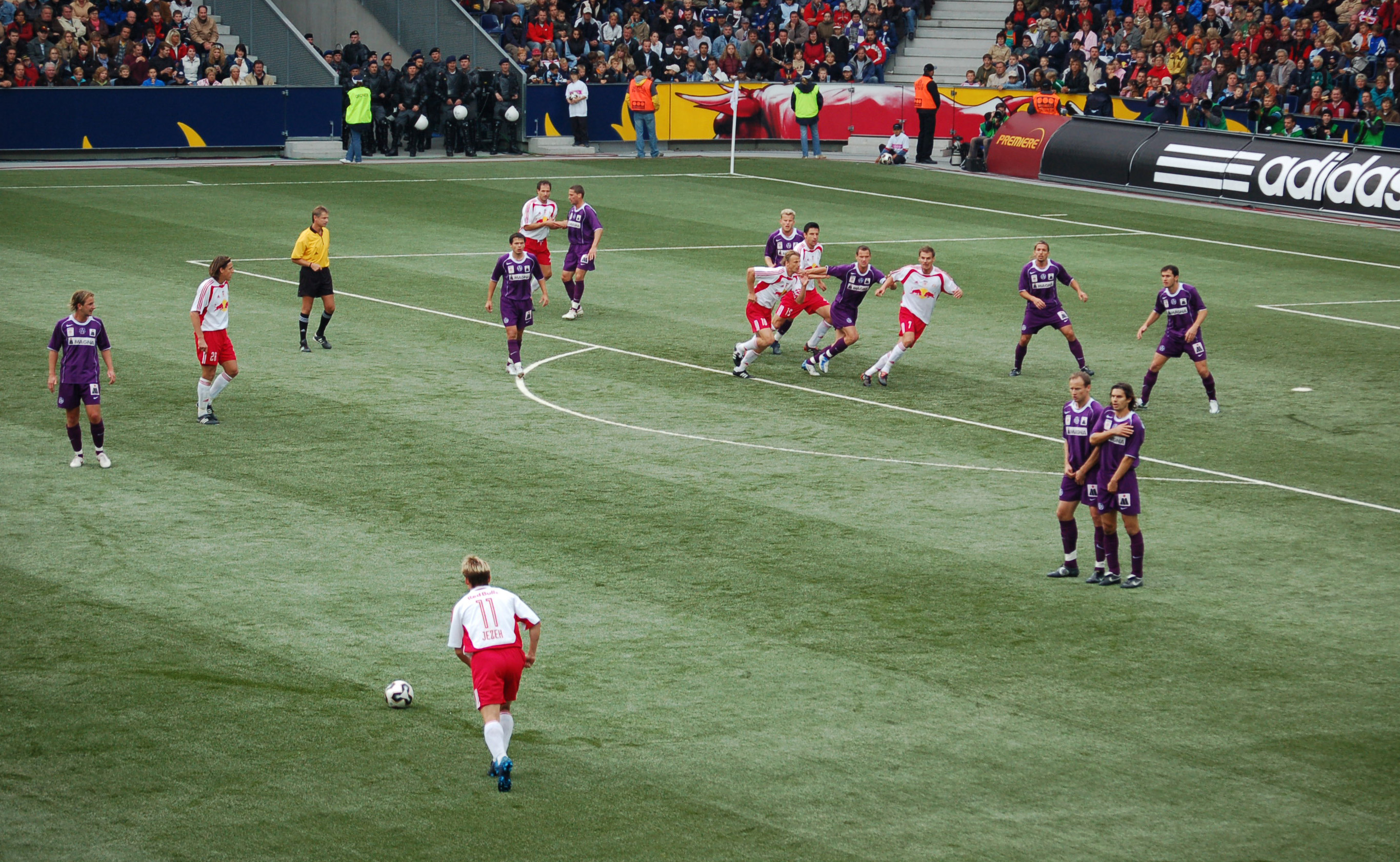
Un jugador del Red Bull Salzburg es prepara per executar un tir lliure directe.

En futbol hi ha dos tipus de tirs lliures: els directes i els indirectes. Aquests són marcats per l'àrbitre quan un equip comet una infracció mereixedora de falta.
El procediment per executar un tir lliure és tocar la pilota amb el peu quan la pilota està immòbil. L'executant no pot tornar a tocar la pilota sense que un altre jugador la toqui. Tots els adversaris hauran d'estar a almenys 9,15 m de distància de la pilota. Si un jugador decideix executar un tir lliure ràpidament i un adversari que es troba a menys de 9,15 m intercepta la pilota, l'àrbitre ha de permetre que el joc continuï. Si un jugador decideix executar un tir lliure ràpidament i un adversari que es troba a prop de la pilota obstaculitza intencionadament l'execució, l'àrbitre haurà d'amonestar el jugador per retardar la represa del joc. Si el tir lliure és dins de la pròpia àrea de porteria, es pot executar des de qualsevol lloc de l'àrea, i tots els rivals hauran d'estar fora de l'àrea; si és dins l'àrea de la porteria rival, el tir s'executarà sobre la línia paral·lela a la línia de meta més propera, a la mateixa altura d'on ocorre la infracció. Si l'equip defensor té un tir lliure a favor dins la seva àrea penal, aquest haurà de ser enviat fora de l'àrea perquè un jugador rival pugui tocar la pilota. Si el rival no compleix amb l'anterior, es repetirà el tir.
L'executor ha de tocar la pilota amb el seu peu, però després no pot tornar a tocar-lo fins que un altre jugador ho faci. Si el jugador toca la pilota amb qualsevol part, excepte les mans, després del tir i sense que cap jugador l'hagi tocada, es marcarà un tir lliure indirecte per l'equip contrari. Si això últim es dona amb un toc de la mà, es concedirà un tir lliure directe a l'equip rival des d'on va ocorre la infracció. Si succeeix dins de l'àrea penal pròpia, serà un tir de penal el que es marqui. Si el porter executa el tir, i toca la pilota amb les seves mans dins de l'àrea de càstig pròpia sense que un altre jugador l'hagi tocat, es concedirà un tir lliure indirecte per a l'equip rival des d'on ocorre la infracció.
En un tir lliure, el joc es reprèn quan l'executant toca i mou la pilota, o sigui que col·locar el peu damunt de la pilota previ al tir no és posar-la en joc.
Es pot marcar un gol directament d'un tir lliure directe, mentre que en un indirecte no. Per a aquest últim cas, si la pilota entra en pròpia porteria, es marcarà servei de córner per al rival, però si és a la porteria contrària, es marcarà un servei de porteria per al rival. Per indicar un tir lliure directe, l'àrbitre estén el seu braç cap a la defensa de l'equip infractor. Per als indirectes el procediment de l'àrbitre és similar, però a més ha de mantenir un dels seus braços verticalment fins que un altre jugador toqui la pilota o la pilota surti del terreny de joc.

### Regla 14: El penal
El llançament de penal es marca quan un jugador comet una infracció mereixedora de d'un tir lliure directe dins de la seva pròpia àrea penal.
La pilota ha de ser col·locada just al punt penal, a 11 m de la porteria, i l'executant ha de ser degudament identificat. El porter de l'equip rival haurà d'estar sobre la línia de porteria de l'àrea penal esmentada. Tots els altres jugadors han d'estar dins del terreny, fora de l'àrea penal, darrere del punt penal i a 9,15 m del punt penal. L'àrbitre assistent més proper es col·locarà a la vora de l'àrea penal, sobre la línia de fons, i en la posició més propera a la línia de banda que cobreix.
Donades les condicions anteriors, l'àrbitre podrà donar el senyal perquè s'executi el tir de penal. Quan es doni el senyal, l'executor haurà de moure la pilota amb el seu peu cap endavant (cap a la porteria rival). El joc es reprendrà quan el jugador toqui i mogui la pilota cap endavant.
Si després del senyal, però abans de l'execució, l'executor infringeix alguna regla, l'àrbitre deixarà continuar jugant. Si és gol, es repetirà el tir, si no ho és, es marcarà un tir lliure indirecte a l'equip rival des d'on es comet la infracció. Si succeeix el mateix amb el porter rival (el més comú sol ser avançar-se abans que el joc estigui restablert), es concedirà gol si la pilota entra a la porteria, però es repetirà si no entra.
Si un company de l'executor infringeix alguna regla (la infracció més comuna sol ser trepitjar l'àrea penal abans que el joc estigui restablert), l'àrbitre deixarà continuar jugant. Si és gol, es repetirà el tir, però si no ho és, es marcarà un tir lliure indirecte a l'equip rival des d'on es comet la infracció. Si passa el mateix amb un company del porter, es concedirà el gol si la pilota entra a la porteria, però es repetirà si no entra. Si els infractors de les regles són jugadors de tots dos equips, es repetirà el tir independentment del resultat.
Si l'executor toca la pilota novament sense que un altre jugador ho hagi fet després del tir, es marcarà un tir lliure indirecte a l'equip rival des d'on es comet la infracció. Si ho fa amb les mans, serà un tir lliure directe.
Si la pilota toca qualsevol altre objecte des del moment en què es mou cap endavant la pilota, es repetirà el tir. Si després de rebotar en el porter, en els pals o al travesser, la pilota toca algun altre objecte, l'àrbitre aturarà el joc i el reprendrà amb un servei neutral des d'on ocorre el fet.
Si un penal ocorre quan ja s'ha consumit completament el temps afegit al final d'un període, s'executarà de totes formes. En el moment de l'execució, l'àrbitre podrà donar per acabat el període després que la pilota hagi entrat dins de la porteria. Si la pilota rebota en el porter o a la porteria i torna al terreny, l'àrbitre podrà donar per acabat el període. Si succeeix això últim, però la pilota va fora del terreny de joc o cap a dins de la porteria (gol en aquest últim cas), podrà donar per acabat el partit.

### Regla 15: El servei de banda

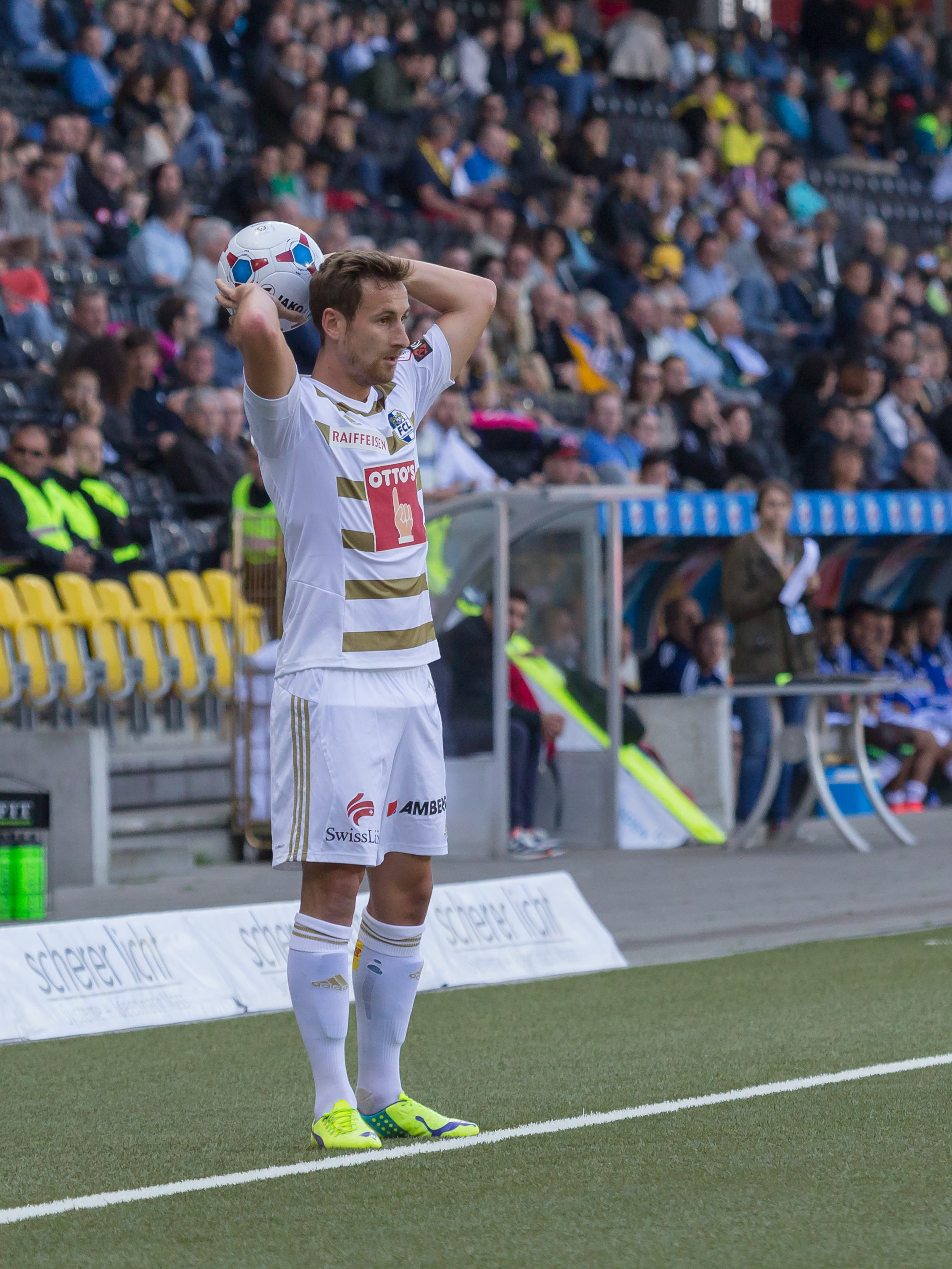
Jugador efectuant un servei de banda.

El servei de banda és una forma de reprendre el joc. S'atorga quan la pilota creua completament qualsevol de les línies de banda. El servei de banda el realitza un jugador de l'equip contrari al qual el toca per última vegada abans que surti, i el realitza amb les seves mans des del lloc per on surt la pilota. El procediment per realitzar-lo és el següent: l'executant ha d'estar dret enfront del camp, tenir una part de tots dos peus sobre la línia de banda o a l'exterior d'aquesta, utilitzar les dues mans i llançar la pilota des del darrere i per sobre del cap i amb els peus junts.
Un cop realitzat el servei de banda, l'executant no pot tocar la pilota fins que el toqui un altre jugador, però si passés això (excepte amb les mans), es concediria un tir lliure indirecte a l'equip rival des del lloc on ocorre la infracció. Si això últim succeeix amb el porter (o sigui que executa el servei de banda i toca la pilota amb qualsevol part excepte les mans) i dins de l'àrea, se sancionarà amb un tir lliure indirecte des del lloc on es comet la infracció.
Si l'executant toca la pilota amb la mà, i sense que el toqui prèviament un altre jugador després del servei de banda, l'àrbitre marcarà un tir lliure directe a l'equip rival des d'on ocorre el toc amb la mà. Si ocorregués dins de l'àrea penal, l'àrbitre marcarà un tir penal per a l'equip rival. Si l'executant és el porter i això succeeix dins de l'àrea penal, es marcaria un tir lliure indirecte a l'equip rival dins de l'àrea penal, des d'on ocorre la infracció.
Els jugadors rivals han d'estar almenys a 2 m de distància de l'executor. Si un rival no compleix amb això últim, però no incideix en la jugada, se seguirà jugant. Si el rival distreu o destorba de forma incorrecta a l'executor del servei, el primer rebrà una targeta groga. Si l'executant realitza malament el servei (ho fa en el lloc equivocat o de forma incorrecta quant al seu procediment), el servei serà executat per un jugador de l'equip contrari.
No es pot convertir un gol directament d'un servei de banda. Si això succeís, s'atorgaria un servei de porteria a l'equip rival. Si succeís en pròpia porta, s'atorgaria un servei de cantonada al rival.

### Regla 16: El servei de porta

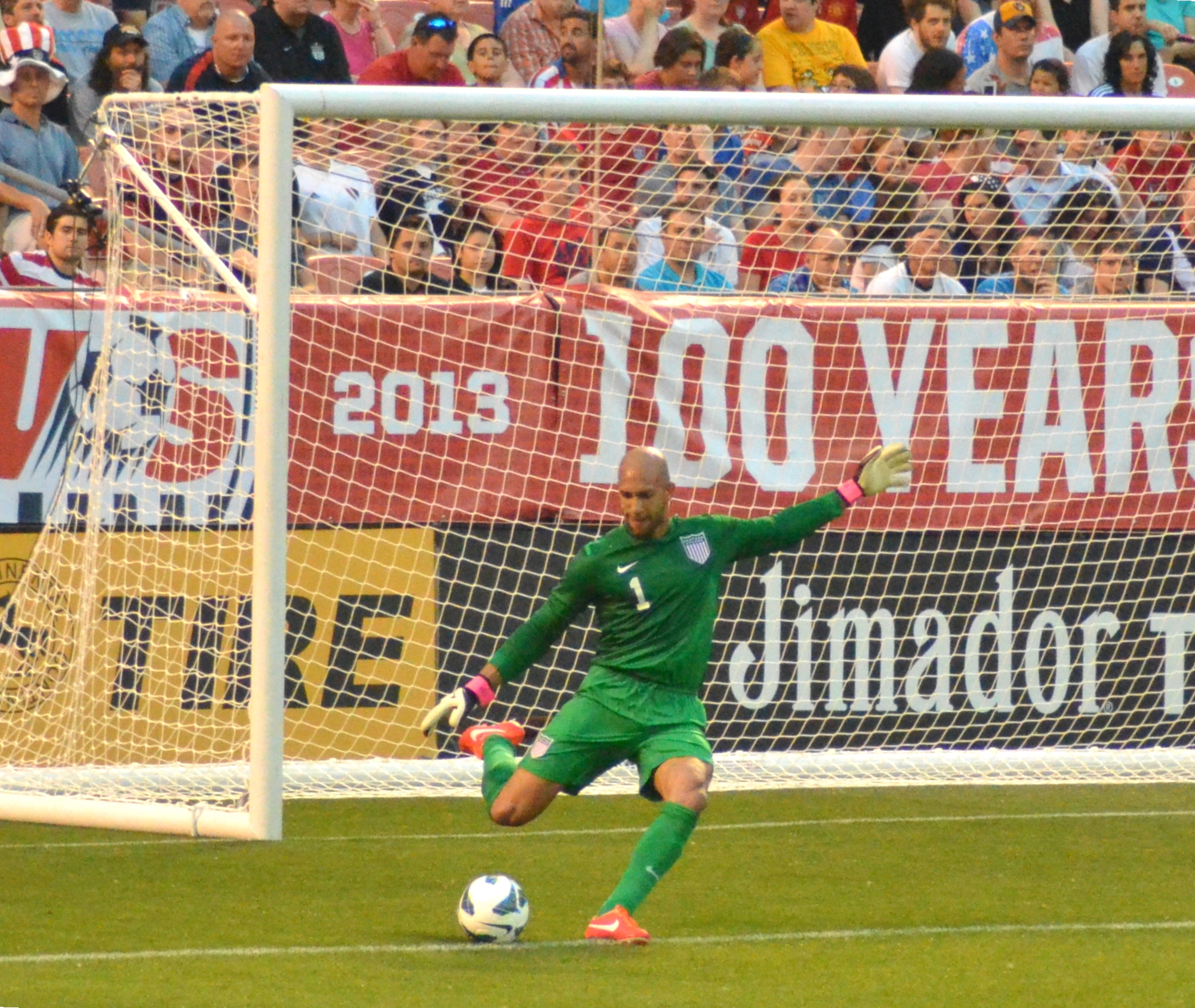
Un porter executant un servei de porta.

El servei de porta és una forma de reprendre el joc. S'atorga quan la pilota creua completament qualsevol de les línies de fons després de ser tocada per un jugador de l'equip atacant.
Per executar-lo, un jugador de l'equip defensor ha de xutar la pilota des de qualsevol part de l'àrea petita. Tots els rivals han d'estar fora de l'àrea gran fins que la pilota estigui en joc, és a dir, quan hagi sortit de l'àrea gran. Si la pilota no surt de l'àrea gran, es repetirà el tir.
Si el jugador toca la pilota amb qualsevol part, excepte les mans, després de l'execució del servei i sense que cap jugador l'hagi tocada, es marcarà un tir lliure indirecte a l'equip contrari des d'on ocorre la infracció. Si això últim es dona amb un toc de la mà, es concedirà un tir lliure directe a l'equip contrari des d'on ocorre la infracció. Si succeeix dins de l'àrea penal, serà un tir de penal el que es marqui. Si és el porter qui executa el servei, i toca la pilota amb les seves mans dins de l'àrea penal sense que un altre jugador l'hagi tocada, es concedirà un tir lliure indirecte per a l'equip rival des d'on ocorre la infracció.
Es pot convertir un gol directament d'un servei de porta. Si un jugador marca contra la seva pròpia porteria en un servei de porta, es concedirà un servei de córner per a l'equip contrari.

### Regla 17: El servei de cantonada

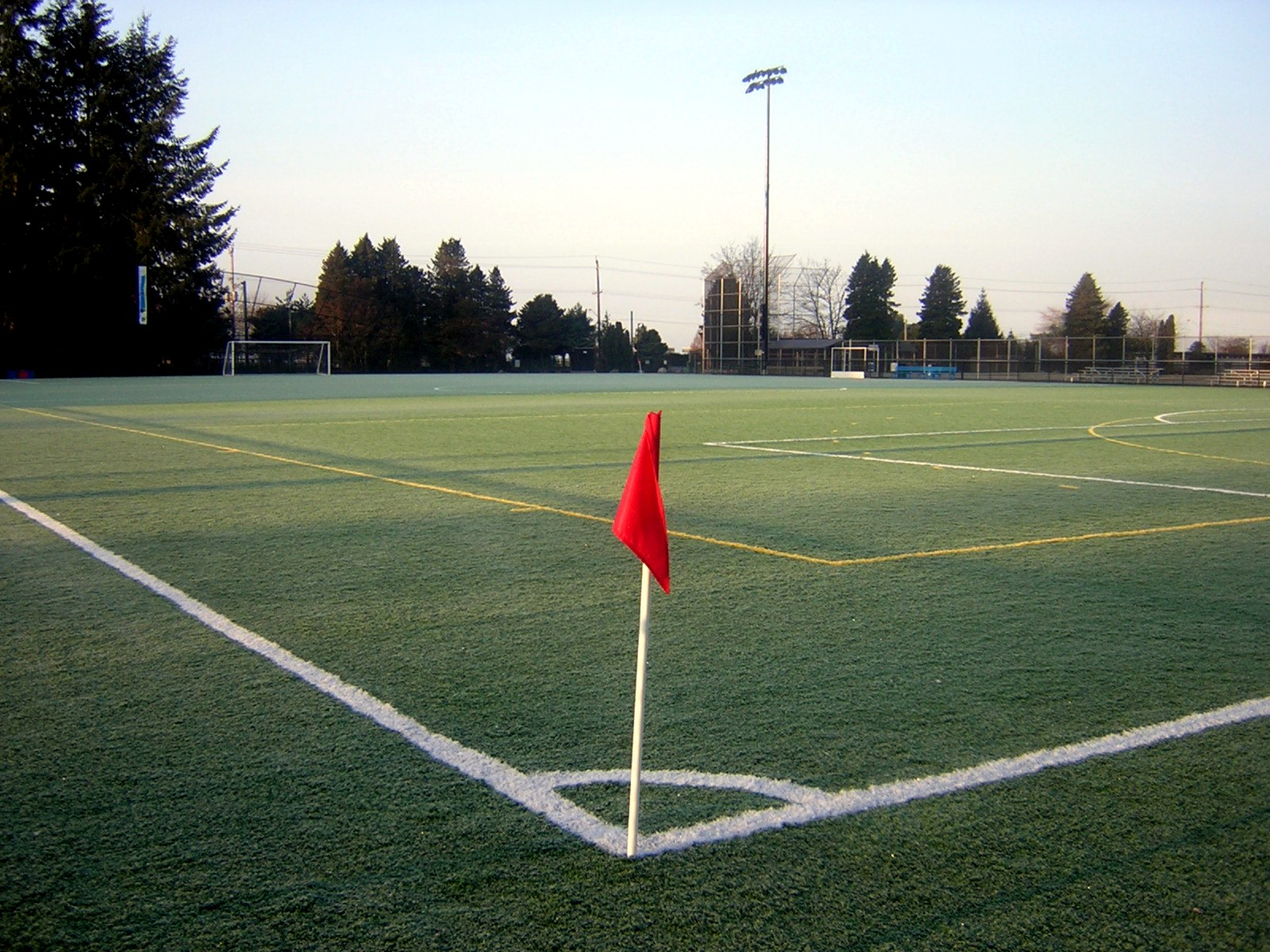
Àrea des d'on s'executa el servei de cantonada.

El servei de cantonada, o de córner, és una forma de reprendre el joc. S'atorga quan la pilota creua completament qualsevol de les dues línies de fons després de ser tocada per un jugador de l'equip defensor, i si la pilota no creua per dins de la porteria (en aquest cas, seria gol).
Per executar-lo, es col·loca la pilota sobre la semicircumferència més propera al lloc on ha sortit la pilota, al costat del banderí de córner. Tots els rivals han d'estar almenys a 9,15 m de la semicircumferència (a 10,15 m de la banderola). Si un rival no compleix amb això últim, però no incideix en el joc, l'àrbitre deixarà jugar.
L'executor ha de tocar la pilota amb el seu peu, però després no pot tornar a tocar-lo fins que un altre jugador ho faci. Si el jugador toca la pilota amb qualsevol part, excepte les mans, després de l'execució del servei de córner i sense que cap jugador l'hagi tocada, es marcarà un tir lliure indirecte a l'equip contrari. Si això últim es dona amb un toc de la mà, es concedirà un tir lliure directe a l'equip rival des d'on ocorre la infracció. Si succeeix dins de l'àrea penal pròpia, serà un tir penal el que es marqui (cas molt improbable, però possible). Si el porter executa el córner, i toca la pilota amb les seves mans dins de l'àrea penal pròpia sense que un altre jugador l'hagi tocat, es concedirà un tir lliure indirecte per a l'equip rival des d'on ocorre la infracció (cas molt improbable, però possible).
Es pot convertir un gol directament d'un servei de córner, però només a la porteria contrària a la de l'equip que realitza el llançament (el denominat gol olímpic). Si el jugador que efectua el servei marca contra la seva pròpia porteria no es concedirà el gol i l'àrbitre assenyalarà un córner per a l'equip contrari.

## Història

### Pre-1863
Jocs que es podrien descriure en el sentit més general com a «futbol» havien estat populars a Gran Bretanya des de l'època medieval. Eren partits en els quals els jugadors utilitzaven els peus per xutar la pilota, però no hi havia regles, i si n'hi havia, aquestes no estaven regulades per cap ens. Un pas important cap a la unificació d'aquestes regles va ser l'elaboració de les regles de Cambridge de 1848, elaborades per dos estudiants de la Universitat de Cambridge, a Anglaterra, encara que aquestes mai no van ser universalment adoptades. El primer club de futbol, el Sheffield FC, va ser fundat el 1857, i l'any següent va redactar les anomenades regles de Sheffield, que aquestes sí es van popularitzar i adoptar per diversos clubs que anaren apareixent al nord i centre d'Anglaterra.

### Regles de 1863

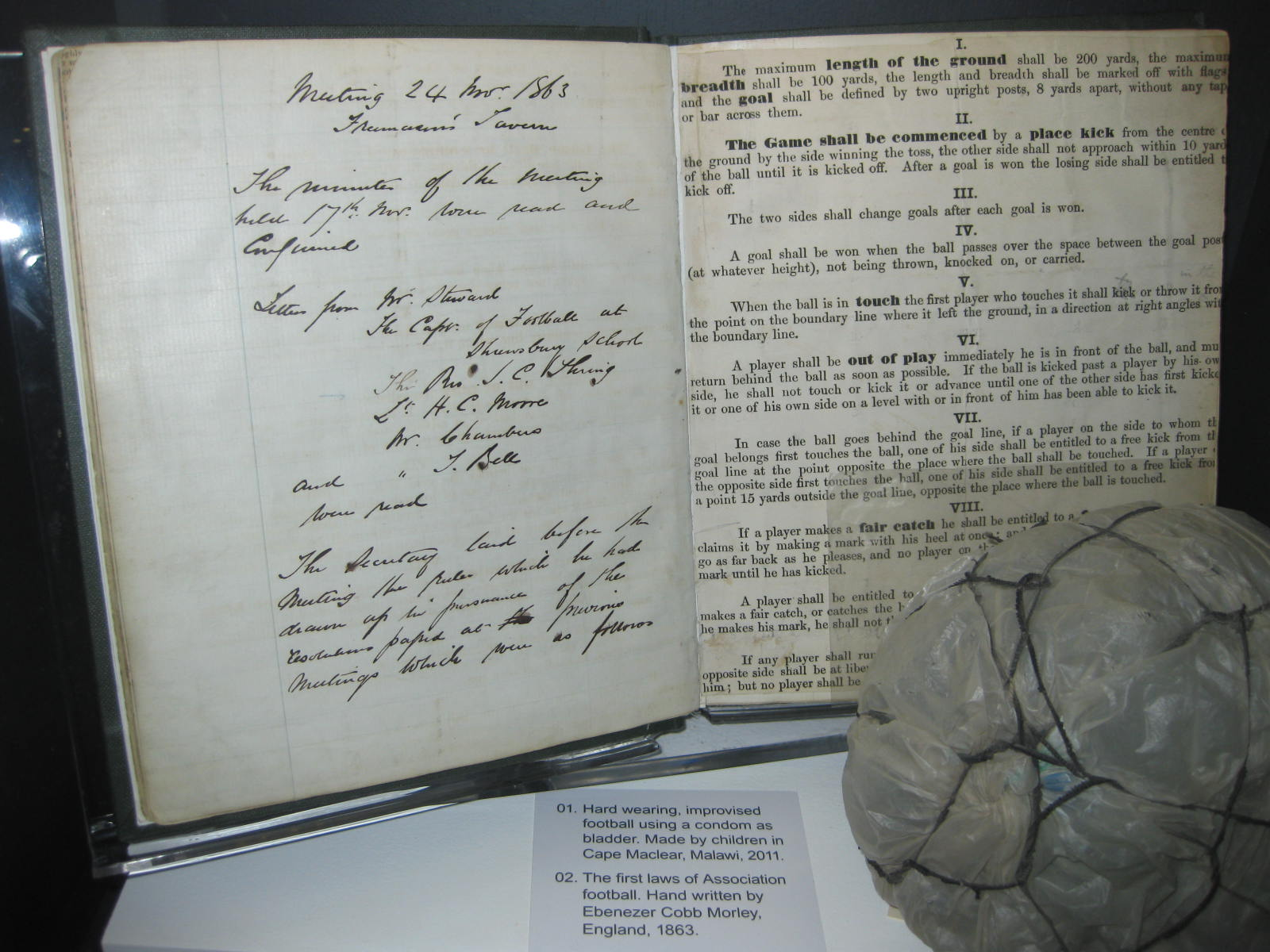
Les 'Regles del Futbol', en anglès 'Laws of the Game', originals i escrites a mà per Ebenezer Cobb Morley el 1863, en representació de The Football Association, exposades al Museu Nacional de Futbol de Manchester.

Les lleis de 1863 van ser elaborades per primera vegada per Ebenezer Cobb Morley i van ser aprovades en una reunió de la fundació de nova creació The Football Association (FA) el 8 de desembre de 1863. Aquestes normes eren basades en gran manera en les regles de Cambridge de 1848.
Les lleis de la FA es van publicar el 5 de desembre a la Bell's Life in London per a la seva aprovació. Tot i que aquestes lleis difereixen en gran manera de les regles actuals, es consideren com el naixement del futbol com a esport, diferenciant-lo clarament d'altres esports com el rugbi.
L'adopció de les lleis no va ser adoptada de forma immediata per tots els clubs de futbol anglesos, ja que molts d'aquests clubs van seguir utilitzant les lleis de Sheffield. És més, alguns clubs de futbol van decidir no unir-se a la FA, preferint un estic de joc més físic i amb més èmfasi en la retenció de la pilota, i van acabar formant part de la Rugby Football Union.
Amb tot, el 8 de desembre de 1863 les regles van ser aprovades per la FA, i es va decidir la seva publicació definitiva per part de John Lillywhite. El primer partit que es va disputar usant aquestes noves regles va ser un empat 0-0 entre el Barnes Rugby Football Club i el Richmond Football Club.

### Creació de la IFAB
Petites variacions entre les regles usades a Anglaterra (sota la jurisdicció de la FA) i les de les altres nacions del Regne Unit d'aleshores, Escòcia, Gal·les i Irlanda, van portar a la creació de la International Football Association Board per supervisar les regles de totes les nacions. La primera reunió es va produir el 1886. Abans d'aquest fet, els equips dels diferents països havien d'acordar quines regles usarien abans de disputar els partits.

### Adopció de les regles per la FIFA
Quan la FIFA va ser fundada a París el 1904, es va declarar immediatament que la FIFA s'adheriria a les normes establertes pel IFAB. La creixent popularitat del futbol a nivell internacional va conduir a l'admissió de representants de la FIFA a la IFAB el 1913. Fins al 1958 encara era possible que les associacions britàniques votessin juntament per imposar canvis en contra de normatives de la FIFA. Això va canviar amb l'adopció del sistema de votació actual en què és necessari, però no suficient, el suport de la FIFA per a l'aprovació de qualsevol modificació.

### Modificacions notables
Les modificacions més importants de les regles del futbol són les següents:
- 1866 – Es permeten les passades cap endavant, sempre que hi hagi tres defenses entre el receptor i la porteria. Aquest va ser el primer pas de la consideració de fora de joc com es veu en el rugbi modern cap al fora de joc en el futbol actual. El fair catch (vist encara en altres reglaments de futbol) s'elimina.
- 1871 – Introducció de la posició específica del porter.
- 1877 – S'estableix la unió completa amb les regles de Sheffield –diverses normes del reglament del futbol del nord del Regne Unit s'havien incorporat a les regles de Sheffield els últims 14 anys.
- 1891 – S'introdueix el penal.
- 1925 – La regla del fora de joc es redueix de tres a dos defenses entre el receptor i la línia de gol.
- 1958 – Introducció dels canvis de jugadors durant el partit.
- 1970 – Introducció de les targetes grogues i les targetes vermelles.
- 1992 – Introducció de la cessió al porter.
- 2012 – Permès (però no obligat) el sistema de detecció automàtica de gols; utilitzat per primera vegada en el Campionat del Món de Clubs de futbol 2012.[26]

### Vídeotecnologia
A diferència d'altres esports, en futbol, l'anomenat TV instant replay, o repetició instantània per televisió, no és permès en la presa de decisions dels àrbitres en partits oficials, decisió que ha estat i està sent tema de considerables debats.
No obstant, la IFAB va autoritzar utilitzar el vídeoarbitratge (VAR) en competicions considerades menors, en un període de prova de 2 anys, de 2016 a 2018.
El primer torneig on es va utilitzar el VAR va ser el Campionat del Món de Clubs de 2016. A les semifinals entre Kashima Antlers i l'Atlético Nacional, l'àrbitre principal Viktor Kassai va assenyalar un penal a favor de l'equip japonès després de ser advertit per l'assistent de vídeo, tot i que va trigar dos minuts a concedir-lo. Quatre dies més tard, en la final entre el Kashima Antlers i el Reial Madrid, una falta de comunicació entre l'àrbitre principal zambià Janny Sikazwe i el seu assistent de vídeo (segons el propi col·legiat va afirmar dies més tard), va permetre al Madrid acabar amb 11 jugadors el final dels 90 minuts reglamentaris (a continuació es jugaria la pròrroga), perdonant l'àrbitre la segona targeta groga al jugador madridista Sergio Ramos (la qual cosa hagués suposat la seva expulsió), en una acció dubtosa que va aixecar una gran polèmica, ja que l'àrbitre ja tenia la targeta groga a la mà per mostrar-li a Ramos però finalment, al cap d'uns instants, es va fer enrere.
Les primeres lligues professionals que van introduir el VAR van ser la Major League Soccer estatunidenca i l'A-League australiana la temporada 2016/17. A Europa, el VAR està previst que s'implementi a l'Eredivisie neerlandesa la temporada 2018/19.
El VAR està previst que s'estreni de forma oficial en un mundial de seleccions en l'edició de la Copa del Món de Rússia 2018.